# Győrvár
Győrvár là một thị trấn thuộc hạt Vas, Hungary. Thị trấn này có diện tích 16,59 km², dân số năm 2010 là 659 người, mật độ 40 người/km².